# Maurice Pialat
Maurice Pialat (ur. 21 sierpnia 1925 w Cunlhat, zm. 11 stycznia 2003 w Paryżu) – francuski reżyser i scenarzysta filmowy. Laureat Złotej Palmy na 40. MFF w Cannes za film Pod słońcem szatana (1987).

## Życiorys
Początkowo wybrał zawód artysty-malarza. Jednak z powodu braku sukcesów na tym polu zainteresował się filmem. Przygodę z kinem rozpoczął będąc już nie pierwszej młodości. Swój pierwszy film krótkometrażowy nakręcił w wieku 35 lat, a debiut fabularny – mając lat 43.
Łącznie, w czasie trwającej 35 lat kariery reżyserskiej, zrealizował 10 filmów fabularnych. Dostrzeżono już jego pierwszą fabułę Nagie dzieciństwo (1968), przyznając jej Nagrodę im. Jeana Vigo. Jego film Za naszą miłość (1983) zdobył Cezara dla najlepszego francuskiego filmu roku oraz prestiżową Nagrodę im. Louisa Delluca.
Czterokrotnie współpracował ze swoim ulubionym aktorem Gérardem Depardieu. Za jeden z filmów z jego udziałem – Pod słońcem szatana (1987) – otrzymał Złotą Palmę na 40. MFF w Cannes. Werdykt jury spotkał się wtedy z niezadowoleniem publiczności, która wygwizdała reżysera odbierającego nagrodę. W odpowiedzi na te ataki Pialat powiedział wówczas ze sceny: „Skoro mnie nie lubicie, to powiem wam, że ja was też nie lubię”.

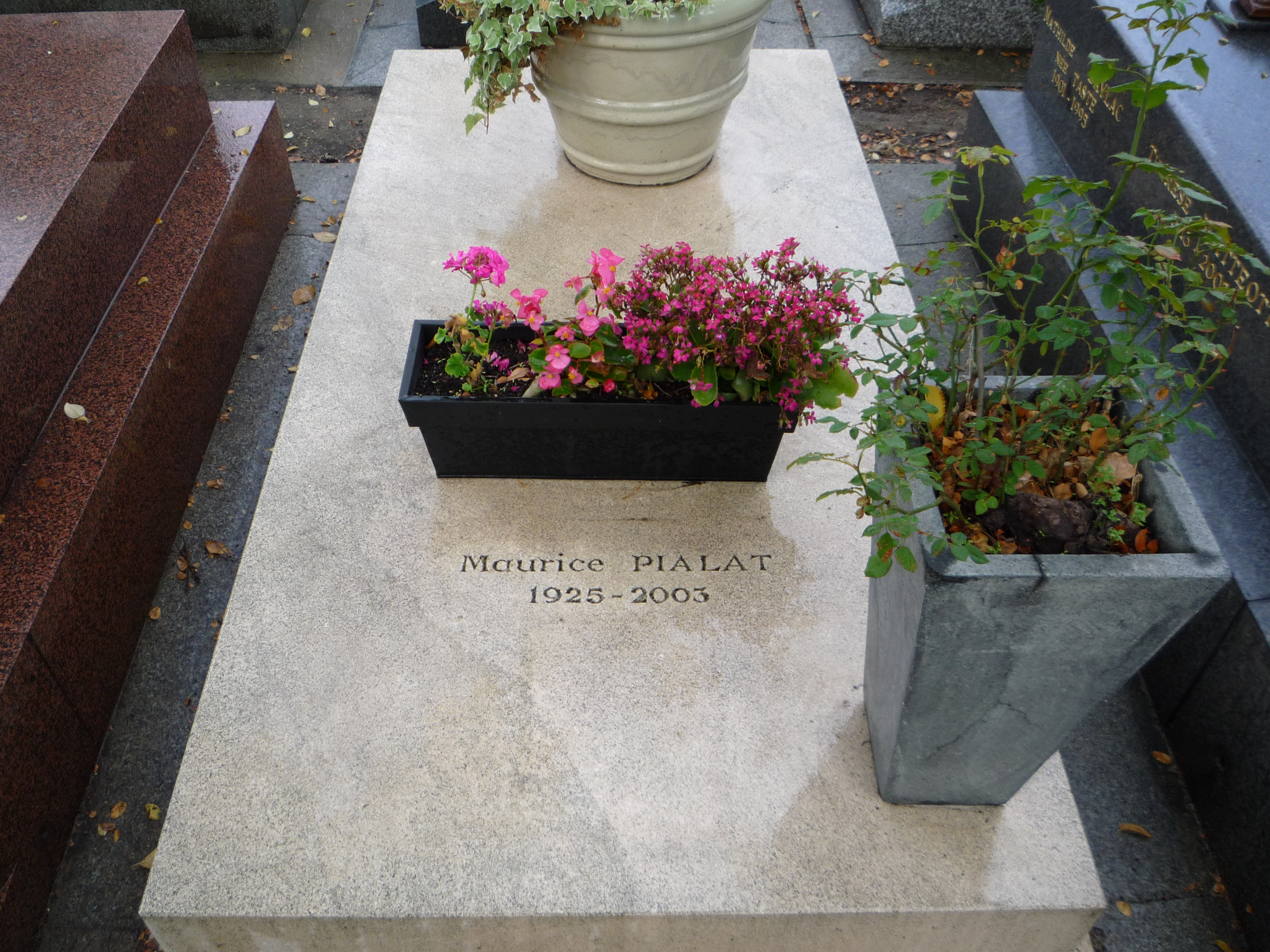
Grób Maurice'a Pialata na paryskim Cmentarzu Montparnasse.

## Wybrana filmografia
- 1968: Nagie dzieciństwo (L’enfance nue)
- 1972: Nie zestarzejemy się razem (Nous ne vieillirons pas ensemble)
- 1974: La gueule ouverte
- 1979: Passe ton bac d’abord
- 1980: Loulou
- 1983: Za naszą miłość (À nos amours)
- 1985: Police
- 1987: Pod słońcem szatana (Sous le soleil de Satan)
- 1991: Van Gogh
- 1995: Le garçu